# Trichoplusia phytolacca
Trichoplusia phytolacca är en fjärilsart som beskrevs av Jan Sepp 1848. Trichoplusia phytolacca ingår i släktet Trichoplusia och familjen nattflyn. Inga underarter finns listade i Catalogue of Life.